# Carlo Mirabello (esploratore)
Il Carlo Mirabello è stato un esploratore leggero (e successivamente un cacciatorpediniere) della Regia Marina.

## Storia
Partecipò attivamente alle operazioni della prima guerra mondiale in Adriatico.
Alle cinque del 22 dicembre 1916 uscì per una missione nel Canale d'Otranto nelle vicinanze dell'area di uno scontro tra unità italo-francesi ed austroungariche, ma non rimase coinvolto.
Il 24 dicembre fu impiegato in appoggio, insieme ai cacciatorpediniere Impavido ed Ippolito Nievo, ad un'azione dei MAS 3 e 6, che, trainati rispettivamente dalle torpediniere costiere 36 PN e 54 AS, avrebbero dovuto attaccare le navi austroungariche nel porto di Durazzo; l'azione fu tuttavia interrotta in quanto, a tre sole miglia dalla meta, il MAS 6 rimase danneggiato dall'urto contro dei rottami.
Nella notte tra il 14 ed il 15 maggio 1917 si trovava in crociera nel Canale d'Otranto (tra Durazzo e Capo Rodoni) insieme ai cacciatorpediniere francesi Riviére, Bisson e Cimiterre, quando tale area fu oggetto di un duplice attacco austroungarico volto sia a distruggere i drifters, pescherecci armati che pattugliavano lo sbarramento antisommergibile del Canale d’Otranto, sia, come azione diversiva, a distruggere un convoglio italiano diretto in Albania; alle 4.30 del 15 maggio il Mirabello e le tre unità francesi furono dirottate verso sud per contrattaccare. Verso le sei del mattino le quattro navi avvistarono fumi sulla dritta, di prua, a circa 6 miglia di distanza: si trattava degli esploratori austroungarici Saida, Helgoland e Novara, che avevano appena affondato 14 drifters. Il Mirabello ed i cacciatorpediniere diressero per sudovest onde attaccare le tre unità avversarie, ed alle 7.10 fu aperto il fuoco da 8.000 metri. Nel successivo combattimento il Mirabello fu due volte attaccato con siluri da U-Boote nemici, dovendo accostate per evitare di essere colpito e perdendo così terreno: la formazione italo-francese rimase infatti in posizione arretrata, non riuscendo a mettere a segno alcun colpo. Le tre navi austroungariche, attaccate anche da altre navi italiane ed inglesi, rientrarono alla base pur subendo vari danni.
Il 10 marzo 1918 appoggiò – insieme al gemello Riboty, agli esploratori leggeri Poerio e Rossarol, ai cacciatorpediniere Giacinto Carini e Pilade Bronzetti ed alla squadriglia cacciatorpediniere francese «Casque» – un'azione dei MAS 99 e 100, trainati rispettivamente dai cacciatorpediniere Nievo e Mosto, contro il naviglio austriaco a Portorose: l'operazione, rimandata per via del maltempo, fu nuovamente interrotta il 16 marzo sempre per il tempo avverso e nuovamente l'8 aprile perché la ricognizione aerea aveva accertato che il porto di Porto Rose era vuoto.
Alle 18.10 del 12 maggio salpò da Brindisi per supportare di nuovo (insieme al Riboty) un'azione dei MAS 99 e 100, trainati da Nievo e Bronzetti, nelle acque di Durazzo: il MAS 99 riuscì a centrare – alle 2.30 di notte del 13 – il piroscafo Bregenz, che colò a picco dopo qualche minuto (con la morte di 234 uomini), scatenando la violenta reazione austroungarica: tutte le navi rientrarono comunque indenni a Brindisi (ove il Mirabello si ormeggiò alle 7.30).
Alle 9 del mattino del 9 novembre, salpato da Brindisi, partecipò, insieme al gemello Racchia, all'occupazione di Lissa.
Nel corso di tutto il primo conflitto mondiale il Mirabello effettuò complessivamente 65 missioni di guerra, principalmente d'intercettazione di navi nemiche, appoggio ai MAS e posa di mine. Finita la guerra fu dislocato a Cattaro.
Il 15 marzo 1924 scortò a Fiume l'esploratore Brindisi che imbarcata Vittorio Emanuele III, in occasione della cerimonia per l'annessione della città quarnerina all'Italia.
Dal 24 aprile al 30 ottobre 1924, al comando del capitano di fregata Wladimiro Pini, compì una crociera con partenza da Venezia ed arrivo a La Spezia percorrendo 11.000 miglia e toccando 30 porti (Zara, Brindisi, Messina, Castellammare del Golfo, Algeri, Gibilterra, Lisbona, Corcubión, Brest, Anversa, Flekkefjord, Oslo, Göteborg, Karlskrona, Stoccolma, Turku, Helsinki, Leningrado, Tallinn, Riga, Libau, Danzica, Zoppot, Stettino, Sassnitz, Copenaghen, Lubecca, Travemünde, Amburgo, Rotterdam, Cherbourg, Portugalete, Lisbona, Almería) di 19 differenti stati: dopo la partenza fece tappa ad Algeri e Gibilterra, passò lo stretto di Gibilterra, toccò Lisbona, Leningrado, Anversa e Bruxelles risalendo rispettivamente i fiumi Tago, Neva, Schelda ed il canale Rupel, transitò nonostante la nebbia nello stretto dello Skagerrak e nel fiordo di Oslo, si fermò ad Stoccolma ed Helsinki.
Nel 1925 risultò vincitore in una gara di mira e tiro.
Fu sottoposto a lavori di modifica che videro l'imbarco di 2 mitragliere da 40 mm, nuovi idrofoni e due tramogge per bombe di profondità.
Partecipò a vari viaggi nelle acque del Mar Mediterraneo.
Tra l'ottobre 1936 ed il settembre 1938 prese parte alla guerra di Spagna, con dislocazione in vari porti del Mediterraneo occidentale ed anche della Spagna atlantica.
Nel 1938 fu declassato a cacciatorpediniere; era ormai vetusto, con una velocità massima scesa a 27 nodi e privo anche di una centrale di tiro. stava per essere radiato, quanto l'Italia entrò nel secondo conflitto mondiale.
All'inizio della seconda guerra mondiale faceva parte della sezione cacciatorpediniere di base a Brindisi con il gemello Riboty.
Operò principalmente in Adriatico meridionale e Ionio scortando convogli per l'Albania e la Grecia.
Assegnato alle «Forze Speciali» destinate ad un previsto sbarco a Corfù, salpò il 31 ottobre 1940 insieme al resto di tale forza (il Riboty, i vecchi incrociatori leggeri Bari e Taranto, le anziane torpediniere Curtatone, Monzambano, Castelfidardo e Calatafimi, Confienza, Solferino, Prestinari, Cantore, Fabrizi, Medici, Stocco, gli incrociatori ausiliari RAMB III, Capitano Cecchi, Lago Tana e Lago Zuai, 4 MAS della XIII Flottiglia e tre navi cisterna classe Sesia), ma l'indomani l'operazione fu annullata e le navi sbarcarono le truppe a Valona. Il Mirabello tornò alla sua attività di scorta.
Il 20 maggio salpò da Brindisi per scortare a Patrasso, insieme all'incrociatore ausiliario Brindisi, i mercantili Annarella e Laura C. e le navi cisterna Strombo ed Anna C.. Alle 5.40 del mattino del 21 maggio, da bordo del cacciatorpediniere fu avvistata un'esplosione a 5-8 miglia di distanza, al largo di Capo Dukato (Isola di Santa Maura, nell'arcipelago delle Ionie): si trattava della cannoniera Matteucci, saltata su di una mina. Il Mirabello diresse verso tale zona e si preparò a calare una scialuppa, ma nel mentre ma urtò a sua volta una mina (appartenente ad uno sbarramento posato la notte precedente dal posamine britannico Abdiel) che gli troncò la prua sino all'altezza della plancia. Il cacciatorpediniere iniziò ad andare alla deriva con danni gravissimi ed a nulla valsero i tentativi dell'equipaggio di salvarlo: si dovette anzi accelerarne la fine con cariche esplosive ed alle 11.45, dopo poco meno di sei ore di deriva, il Mirabello s'inabissò due miglia a sud di Capo Dukato.
Dell'equipaggio della nave 63 uomini furono salvati dal Brindisi, molti altri raggiunsero la riva a nuoto o furono recuperati da altre unità, e 44 risultarono morti o dispersi.